# Xã Reeve, Quận Daviess, Indiana
Xã Reeve (tiếng Anh: Reeve Township) là một xã thuộc quận Daviess, tiểu bang Indiana, Hoa Kỳ. Năm 2010, dân số của xã này là 631 người.